# Terremoto de Colombia central de 2025
El terremoto de Colombia central de 2025 fue un terremoto de magnitud 6,3 que sacudió el departamento de Cundinamarca en Colombia, exactamente en un punto cerca de Paratebueno, ocurrido el 8 de junio de 2025 a las 8:08 (GMT-5).

## Contexto tectónico
La subducción de la placa de Nazca bajo la placa de los Andes del Norte (parte de la placa Sudamericana) produce terremotos de moderados a fuertes a lo largo de la costa colombiana. La falla mega trófica forma la parte norte de la fosa de Perú-Chile, que ha sido la fuente de terremotos de gran magnitud, incluyendo el terremoto de Ecuador-Colombia de 1906 de magnitud 8.8, el más grande de la región y el sexto más grande registrado instrumentalmente.
La placa de los Andes del Norte se desplaza hacia el noreste con respecto a la placa Sudamericana a una velocidad de 8,6 mm anuales. Este movimiento se divide en un movimiento paralelo al límite de placas (desplazamiento lateral derecho) de 8,1 mm anuales y un movimiento perpendicular al límite de 4,3 mm anuales, en forma de acortamiento. El límite está formado por el Sistema de Fallas Frontales Orientales, compuesto por fallas de empuje y fallas de deslizamiento oblicuo que, en conjunto, absorben este desplazamiento. Este límite ha sido la fuente de múltiples temblores de gran magnitud, como los terremotos de Neiva de 1967, El Calvario de 2008 y Meta-Cundinamarca de 2023.

## Terremoto
El terremoto tuvo epicentro en el municipio de Paratebueno, departamento de Cundinamarca, cerca del límite con el departamento del Meta. Se localizó a 9 km (5,6 mi) de profundidad y tuvo una intensidad máxima en la escala Mercalli Modificada de VIII en Paratebueno, Barranca de Upía y Cabuyaro, y de V en Bogotá y Villavicencio. El movimiento telúrico logro a percibirse con una menor magnitud en las provincias de Sucumbíos, Napo y Orellana, ubicadas al norte de Ecuador.

## Daños
En Paratebueno, el epicentro del sismo, 26 personas resultaron heridas, 30 casas se derrumbaron y se produjo un deslizamiento de tierra. El muro de una iglesia se derrumbó en Medina, donde de igual manera se produjeron múltiples interrupciones en la red eléctrica y de comunicaciones. Varios edificios y líneas eléctricas resultaron dañados en Tocaima y San Juan de Rioseco. Una carretera entre Villavicencio y Yopal también sufrió grietas. Una iglesia sufrió daños en Sibaté. Una casa se derrumbó, una iglesia resultó dañada y las líneas de cable cayeron en Mosquera. Algunos centros de salud y una escuela también se vieron afectados en Gachetá y Guasca. Varias casas resultaron dañadas en Pácora, al igual que en Manizales.  
En Bogotá, una persona recibió atención médica por un ataque de pánico, varias otras quedaron atrapadas en ascensores, más de 178 estructuras sufrieron daños menores y se produjeron cortes de energía generalizados.